# Cels, Marcionil·la, Antoni, Anastasi i companys
Cels i Marcionil·la, Antoni, Anastasi i companys van ser màrtirs a Antioquia (sembla, però, que la lectura correcta ha de ser a Antinoe, Egipte) juntament amb Julià, durant les persecucions de Dioclecià, propt del 304.
Marcionil·la i Cels eren mare i fill; Antoni d'Antioquia un sacerdot i Anastasi d'Antioquia un convers i neòfit batejat per Antoni. També es diu que hi van morir els set germans de Marcionil·la. Són venerats com a sants per diverses confessions cristianes. La seva festivitat litúrgica és el 9 de gener.